# David Caves
David Caves est un acteur nord-irlandais qui est connu pour avoir tenu le rôle de Jack Hodgson dans la série Affaires non classées,.

## Vie personnelle
Caves est récemment devenu un ambassadeur pour l'hospice d'Irlande du Nord[Lequel ?].[réf. nécessaire]

## Filmographie

### Cinéma
- 2014 : Le Sang des Templiers 2 : Berenger
- 2016 : Jackie de Pablo Larraín : Clint Hill
- 2017 : Widow's Walk

### Courts-métrages
- 2014 : Paddy
- 2016 : The Complete Walk: A Midsummer Night's Dream

### Télévision

#### Séries télévisées
- 2013-2018 : Affaires non classées : Jack Hodgson